# Jewell (Kansas)
Jewell es una ciudad ubicada en el condado de Jewell en el estado estadounidense de Kansas. En el año 2010 tenía una población de 432 habitantes y una densidad poblacional de 392,73 personas por km².

## Geografía
Jewell se encuentra ubicada en las coordenadas 39°40′15″N 98°9′10″O / 39.67083, -98.15278 (39.670941, -98.152795).

## Demografía
Según la Oficina del Censo en 2000 los ingresos medios por hogar en la localidad eran de $28,750 y los ingresos medios por familia eran $34,063. Los hombres tenían unos ingresos medios de $28,125 frente a los $16,528 para las mujeres. La renta per cápita para la localidad era de $15,713. Alrededor del 18.0% de la población estaban por debajo del umbral de pobreza.